# サイモン・ジィー
サイモン・ミン・ジィー（Simon Min Sze、施敏、1936年 - 2023年11月6日）は、中国系アメリカ人の電気工学者。国立陽明交通大学終身教授、国立台湾科技大学名誉教授。1967年にダウォン・カーンとともに浮遊ゲートMOSFETを発明したことで最も有名。

## 来歴
中国の南京市で生まれ台湾で育った。1957年に国立台湾大学を卒業し、1960年にワシントン大学で修士号を取得し、1963年にスタンフォード大学で博士号を取得した。1990年までベル研究所で働き、その後台湾に戻り国立交通大学の教員となった。
2023年11月6日に死去。87歳没。

## 業績
現在不揮発性半導体メモリデバイスに広く使用されている浮遊ゲートMOSFETを1967年に発見したこと（ダウォン・カーンとともに）を含む半導体物理学及びテクノロジーにおける研究で知られる。半導体の分野で最も引用される教科書の1つである『半導体デバイス―基礎理論とプロセス技術―』(Physics of Semiconductor Devices)を含む多くの本を著している。1991年に電子デバイスへの功績によりJ J Ebers Awardを受賞した。

## 受賞歴
- 1977年 - IEEE Fellow
- 1991年 - J J Ebers Award
- 1994年 - 中央研究院院士
- 1995年 - 全米技術アカデミー会員
- 1998年 - 中国工程院外国人会員
- 2017年 - IEEE セレブレーションメンバー
- 2021年 - 未来科学大賞[4]

## 著書
- Physics of Semiconductor Devices, S. M. Sze. New York: Wiley, 1969, ISBN 0-471-84290-7; 2nd ed., 1981, ISBN 0-471-05661-8; 3rd ed., with Kwok K. Ng, 2006, ISBN 0-471-14323-5.
- Nonvolatile Memories: Materials, Devices and Applications" 2-volume set, Tseung-Yuen Tseng and Simon M. Sze.  Los Angeles: American Scientific Publishers, 2012; ISBN 1-58883-250-3.
- Semiconductor Devices: Physics and Technology, S. M. Sze.  New York: Wiley, 1985; 2nd ed., 2001, ISBN 0-471-33372-7; 3rd ed., 2012, ISBN 978-0470-53794-7.
  - ジィー, S.M. 著、南日康夫・川辺光央・長谷川文夫 訳『半導体デバイス―基礎理論とプロセス技術―』（第1版）産業図書、1987年5月。ISBN 9784782855508。
  - ジィー, S.M. 著、南日康夫・川辺光央・長谷川文夫 訳『半導体デバイス―基礎理論とプロセス技術―』（第2版）産業図書、2004年3月。ISBN 9784782855508。
- VLSI Technology, ed. S. M. Sze. New York: McGraw-Hill, 1983, ISBN 0-07-062686-3; 2nd ed., 1988, ISBN 0-07-062735-5.
- Modern Semiconductor Device Physics, ed. S. M. Sze.  New York: John Wiley & Sons, Inc., 1998, ISBN 0-471-15237-4.